# Time in a Bottle
Time in a Bottle ist ein Lied des amerikanischen Sängers und Songwriters Jim Croce. Der ausschließlich mit Gitarre begleitete Song wurde 1972 erstmals veröffentlicht, auf dem Album You Don’t Mess Around with Jim, dem ersten Album von Jim Croce. Das Lied wurde 1973, erst einen Monat nach Croces Tod, als Single veröffentlicht. Weitere zwei Monate später, im Dezember 1973, erreichte es Platz 1 in den US-amerikanischen Charts.

## Text
Time in a Bottle ist als Liebeslied an Croces Frau Ingrid interpretierbar, Jim Croce schrieb es aber für seinen Sohn Adrian. Die erste Strophe lautet wie folgt:

“If I could save time in a bottle

The first thing that I'd like to do

Is to save every day till eternity passes away

Just to spend them with you.”

Zu deutsch etwa:

„Wenn ich Zeit in einer Flasche sammeln könnte

Wäre das erste, was ich tun würde

Jeden Tag zu sammeln, bis in alle Ewigkeit

Um sie mit Dir zu verbringen.“

Das Thema wird dann in den folgenden Strophen variiert, in der letzten Strophe mit der Vorstellung, was wäre, wenn man Wünsche und unerfüllte Träume in einer Schachtel sammeln könnte. Der Refrain handelt davon, dass es nie genug Zeit gibt, die Dinge zu tun, die man gerne tun möchte. Auch dann nicht, wenn man weiß, mit wem man seine Zeit verbringen möchte.

## Musik
Das etwas über zwei Minuten dauernde Stück ist im 3/4-Takt geschrieben und beginnt mit einem Gitarren-Intro, das von der Harmoniefolge dem ersten Teil der Strophe entspricht. Es folgen zwei Strophen, der Refrain, eine weitere Strophe, nochmals der Refrain und schließlich ein kurzes Extro. Zwischen dem ersten Refrain und der folgenden Strophe wird als Zwischenspiel das Intro nochmals wiederholt.
Die Grundtonart der Strophen bei der Originalaufnahme ist d-Moll, der des Refrains D-Dur. Der Gesang wird auf der Originalaufnahme durch mehrere Gitarren begleitet, das Stück ist aber gut für eine Gitarre arrangierbar.

## Rezeption
Es gibt zahlreiche Coverversionen des Stücks, unter anderem auf Chris de Burghs 2011 veröffentlichtem Album Footsteps 2.
Im Film X-Men: Zukunft ist Vergangenheit (2014) wird das Lied bei Magnetos Ausbruch aus dem Pentagon 1973 aus dem Off eingespielt, als der Mutant Quicksilver in Superzeitlupe die Wachen überwältigt.

### Chartplatzierungen
| ChartsChartplatzierungen       | Höchstplatzierung | Wochen |
| ------------------------------ | ----------------- | ------ |
| Vereinigte Staaten (Billboard) | 1 (15 Wo.)        | 15     |

### Auszeichnungen für Musikverkäufe
| Land/Region                  | Auszeichnungen für Musikverkäufe (Land/Region, Auszeichnung, Verkäufe) | Verkäufe  |
| ---------------------------- | ---------------------------------------------------------------------- | --------- |
| Vereinigte Staaten (RIAA)    | Gold                                                                   | 1.000.000 |
| Vereinigtes Königreich (BPI) | Silber                                                                 | 200.000   |
| Insgesamt                    | 1× Silber · 1× Gold ·                                                  | 1.200.000 |